# Дъмбо
„Дъмбо“ (на английски: Dumbo) е американски анимационен филм на компанията Уолт Дисни. Премиерата му в САЩ е на 23 октомври 1941 г., а разпространител е RKO Radio Pictures. Филмът е създаден по едноименната книга за деца от 1939 г. на Хелън Аберсън, илюстрирана от Харолд Пърл.  Това е четвъртият филм от поредицата „Класически анимационни филми“ на Дисни (Walt Disney Animated Classics). Направен е, за да компенсира финансовите загуби от предходния филм от поредицата – „Фантазия“. „Дъмбо“ е критикуван, че съдържа расистки елементи, но въпреки това е считан за един от най-добрите филми на Дисни. С времетраене 64 минути, това е един от най-кратките анимационни филми на студиото.
Главният герой е Дъмбо Младши (Дъмбо Джуниър), полу-антропоморфен слон, когото подигравателно наричат Дъмбо (букв. Глупчото, от англ. dumb — тъп, глупав). Присмиват му се, че има големи уши, но всъщност Дъмбо може да лети, използвайки ушите си като крила. През по-голямата част от филма, единственият му истински приятел, освен майка му, е мишока Тимоти. Взаимоотношенията им пародират стереотипа за враждата между слоновете и мишките.

## Сюжет
В края на зимата щъркели донасят бебета за всички животни в цирка. Макар и със закъснение, слоницата г-жа Джъмбо също получава дългоочакваното си слонче, което нарича Джъмбо Джуниър. Огромните уши на слончето будят присмех у другите слонове и те му дават прякора „Дъмбо“.
Дъмбо става обект на подигравки и за децата, посещаващи цирка. Майка му се намесва да го защити, заради което е заключена и обявена за луда и опасна. Останал без майка и отхвърлен от другите слонове, Дъмбо намира неочакван приятел в лицето на мишока Тимъти, който изпитва съчувствие към нещастното слонче и е решен да му помогне да преодолее трудностите.
Цирковият директор включва Дъмбо в сложен номер, където слончето трябва да застане на върха на пирамида от слонове, обаче то се препъва в ушите си и събаря пирамидата, при което другите слонове са ранени, а палатката на цирка се срутва. В резултат Дъмбо е прехвърлен при клоуните и участва в номер, който включва падане отвисоко в купа с пай. Макар че клоунадата печели популярност, слончето не е щастливо от новата си работа. За да го разведри, Тимъти го завежда при майка му. На връщане от нейната клетка, Дъмбо плаче и се разхълцва. Тимъти го кара да пие вода, но не забелязва, че във ведрото има разсипано шампанско. Двамата приятели се напиват и имат халюцинации за розови слонове.
На сутринта Дъмбо и Тимъти се събуждат в клоните на дърво след ято гарги. Мишокът размишлява как са се озовали горе и стига до извода, че слончето е полетяло благодарение на ушите си. С помощта на гаргите, Тимъти успява да накара Дъмбо да полети отново, като прилага психологически трик – дава на слончето обикновено перце, като го уверява, че то е магическо.
Отново в цирка, Дъмбо е принуден пак да участва в клоунадата, като този път трябва да скочи от много по-висока платформа. Докато пада надолу, изгубва перцето, но Тимъти му признава, че то е било „само за кураж“ и не му е нужно, за да лети. Дъмбо успява да се издигне и полита из цирка.
След представлението Дъмбо се превръща в медийна звезда, Тимъти става негов мениджър, а г-жа Джъмбо получава частен вагон във влакчето, транспортиращо цирковите животни.

## Прием и награди
„Дъмбо“ е най-успешният във финансово отношение филм на Дисни за 40-те години. През 1941 г. филмът печели „Оскар“ за оригинална филмова музика, връчена на Франк Чърчил и Оливър Уолъс. Чърчил и текстописецът Нед Уошингтън са номинирани също и за Оскар за най-добра песен („Baby Mine“). Филмът печели и награда от фестивала в Кан през 1947 г. „Дъмбо“ получава като цяло положителни отзиви.

## В България
В България филмът е излъчен през 2017 г. по „Ейч Би Оу“ с български войсоувър дублаж, записан в „Доли Медия Студио“. В него участват Ася Рачева, Елена Бойчева, Петър Бонев и Иван Велчев. Режисьор на дублажа е Йоанна Микова.